# Télesto (lune)
Pour les articles homonymes, voir Télesto.
Télesto (S XIII Telesto) est un satellite naturel de Saturne, découvert par Smith, Reitsema, Larson et Fountain en 1980 dans des observations faites à partir de la Terre (désignation temporaire S/1980 S 13). Elle partage son orbite avec Téthys, et se trouve au point de Lagrange L4 précédant Téthys. Calypso, autre lune de Saturne, se trouve au point de Lagrange L5 suivant Téthys.
Elle tire son nom de l'une des 3000 Océanides, nymphes aquatiques filles d'Océanus et de Téthys.

## Composition

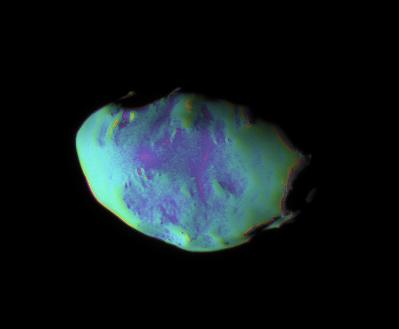
Vue en ultraviolet, infrarouge et lumière visible combinés prise par Cassini